# Стратегічна розвідка
Стратегічна розвідка (англ. Strategic intelligence, STRATINT) — розвідувальна діяльність з метою отримання інформації про стратегічний потенціал та стратегічні наміри розвідуваної держави, організації або іншої соціальної спільноти, що впливає на вироблення стратегії.
Є вищою формою розвідувальної діяльності, від ефективності якої залежить життєздатність держави або організації, які її здійснюють. Здійснює постановку розвідувальної мети і завдань стратегічного рівня, шукає, видобуває та обробляє отриману інформацію, опускаючи несуттєві та виявляючи найважливіші або стратегічні її компоненти та надає отриманий результат вищому політичному та військовому керівництву держави або організації.
Поняття «стратегічна розвідка» сформувалося остаточно в першій половині XIX ст., коли німецький військовий мислитель та теоретик Карл фон Клаузевіц у своїй праці «Про війну» чітко визначив такі поняття, як «стратегія» та «війна». Стало ясно, що для успішного планування війни, як нападу так і оборони, необхідна розвідка, здатна добувати відомості стратегічного значення для вищого політичного та військового керівництва держави. Сама ж стратегічна розвідка, як вид економічної, політичної, дипломатичної та військової розвідувальної діяльності, безсумнівно, існувала завжди в тому чи іншому вигляді одночасно з існуванням перших держав, обслуговуючи їх природні стратегічні потреби.

## Види стратегічної розвідки
- Дипломатична розвідка
- Національна зовнішня розвідка
- Військова оперативна та стратегічна розвідка
- Бізнес-стратегічна розвідка
- Недержавна стратегічна розвідка

## Особливі види національної стратегічної розвідки
- Система попередження про ракетний напад, Збройні сили Російської Федерації.
- Система контролю космічного простору, Збройні сили Російської Федерації.
- Стратегічна морська система повітряної розвідки та спостереження Військово-морських сил Сполучених Штатів Америки
- Американський союз політичних наук [Архівовано 24 березня 2014 у Wayback Machine.](англ.)